# Spezifische Steifigkeit
Die spezifische Steifigkeit Φ eines Werkstoffs ist das Verhältnis von Elastizitätsmodul E zu Dichte ρ und wird als Quotient wie folgt berechnet:
{\displaystyle \phi ={\frac {E}{\rho }}}
Die Werte von Φ werden verwendet um Werkstoffe im Hinblick auf eine minimale Bauteilmasse auszuwählen (Hinweis: In der Umgangssprache wird statt „Masse“ häufig der Begriff „Gewicht“ verwendet). Je höher der Wert von Φ ist, umso leichter kann ein Bauteil sein, das einer bestimmten Steifigkeitsanforderung genügen muss, das heißt sich unter mechanischer Belastung möglichst wenig verformen soll. Diese Aussage gilt – genau genommen – nur für Bauteile mit länglicher Geometrie wie Stäbe, Rohre, Drähte und Seile, wenn eine Kraft in Richtung deren Längsachse wirkt (wie beispielsweise in Abb. 1). Bei anderer Geometrie sowie wenn mehrachsige mechanische Spannungen zu berücksichtigen sind, ist die spezifische Steifigkeit lediglich ein vorläufiger Anhaltspunkt für die Werkstoffauswahl. Auf eine analytische oder numerische Berechnung der Bauteilmasse darf nicht verzichtet werden (wobei in der Regel nicht nur Steifigkeitsaspekte, sondern auch Festigkeitsanforderungen zu berücksichtigen sind).

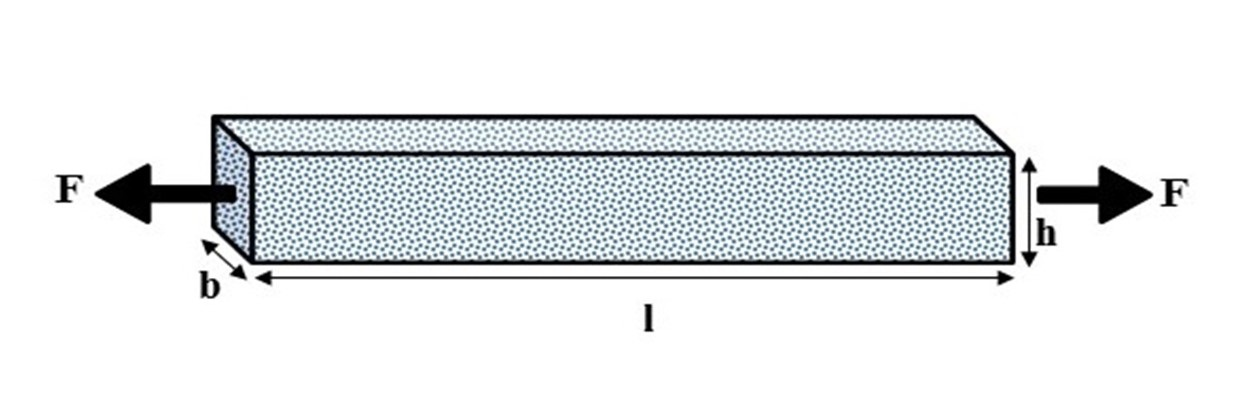
Abb. 1: Rechtwinkliger Stab unter Einwirkung einer Zugkraft F in Längsrichtung (l = Länge, b = Breite, h = Höhe)

## Mathematische Zusammenhänge
Eine Zugkraft F, die in Längsrichtung auf den Balken von Abb. 1 wirkt, erzeugt eine Längenänderung Δl. Im Bereich der linear-elastischen Dehnung gilt gemäß Hookeschem Gesetz für einen Werkstoff mit Elastizitätsmodul E folgende Beziehung:
{\displaystyle {\frac {F}{b*h}}={\frac {E*\Delta l}{l}}=\sigma }
Die Symbole haben folgende Bedeutung: σ = mechanische Spannung, l = Länge, b = Breite, h = Höhe, b*h = Querschnittsfläche.
Die oben genannte Formel gilt auch bei einer Druckkraft, jedoch muss dann der Druckmodul EDruck eingesetzt werden und die Längenänderung ist negativ.
Hat der Werkstoff des Balkens die Dichte ρ, errechnet sich seine Masse m durch Multiplikation von Dichte und Volumen:
{\displaystyle m=\rho *b*h*l}
Durch Kombination der beiden oben genannten Formeln ergibt sich:
{\displaystyle m={\frac {F*l^{2}}{\phi *\Delta l}}}
Die notwendige Balkenmasse verringert sich bei gegebener Kraft F und maximal zulässiger Längenänderung Δl demzufolge mit zunehmendem Wert Φ des ausgewählten Werkstoffs.

## Werkstoffbeispiele
In der hier gezeigten Tabelle sind einige Kennwerte für unterschiedliche Werkstoffe aufgelistet. Für alle Stähle gelten ungefähr die Werte von 1.7734, da Elastizitätsmodul und Dichte (im Gegensatz zur Festigkeit) nur wenig von den Legierungselementen und der Wärmebehandlung abhängen. Bei den meisten Aluminiumlegierungen sind die Werte ähnlich wie bei EN AW-7075. Für die faserverstärkten Epoxidharze ist charakteristisch, dass die genannten Werte für Elastizitätsmodul und spezifische Steifigkeit nur in Richtung der quasi endlosen Fasern erreicht werden, senkrecht dazu sind sie geringer.
|                                   | Elastizitätsmodul [N/mm²] | Dichte [g/cm³] | Spezifische Steifigkeit [N·m/g] | Literatur |
| Vergütungsstahl 1.7734            | 210 000                   | 7,85           | 26 752                          | [ 2 ]     |
| Aluminiumlegierung EN AW-7075     | 71 000                    | 2,8            | 25 357                          | [ 2 ]     |
| Polycarbonat-Kunststoff           | 2 300                     | 1,2            | 1 917                           | [ 3 ]     |
| Glasfaserverstärktes Epoxidharz   | 30 000                    | 2,1            | 14 285                          | [ 4 ]     |
| Carbonfaserverstärktes Epoxidharz | 88 000                    | 1,5            | 58 667                          | [ 4 ]     |

## Bedeutung für die Akustik
Die Schallgeschwindigkeit in Festkörpern und damit auch in Werkstoffen ist von deren Dichte, Elastizitätsmodul und auch Poissonzahl abhängig. Für einen langen, dünnen Stab, dessen Querschnittsabmessungen kleiner als die Schallwellenlänge sind, gelten folgenden Beziehungen:
- Für longitudinale Schallwellen (in Richtung der Stabachse)
{\displaystyle c_{\text{l}}={\sqrt {\frac {E}{\rho }}}={\sqrt {\Phi }}}
- Für transversale Schallwellen  (senkrecht zur Stabachse)
{\displaystyle c_{\text{t}}={\sqrt {\frac {E}{2*\rho }}}={\sqrt {\Phi /2}}}

Setzt man die spezifische Steifigkeit des oben genannten Stahls 1.7734 in diese Formeln ein, erhält man cl = 5173 m/s und ct = 3658 m/s.